# Stewart Butterfield
Stewart Butterfield (1973 -) é o co-fundador do website Flickr e sua empresa mãe Ludicorp, adquirida em 2005 pelo Yahoo!, e a ferramenta de comunicação colaborativa Slack.